# Champions Trophy mannen 2005
De 27ste editie van de strijd om de Champions Trophy had plaats van zaterdag 10 december tot en met zondag 18 december 2005 in Chennai. Deelnemende landen waren Australië, Duitsland, India, Nederland, Pakistan en titelverdediger Spanje. Het elitetoernooi keerde na negen jaar terug India, dat voor de tweede keer gastheer was van het sinds 1978 georganiseerde evenement.

## Scheidsrechters
- Xavier Adell
- David Gentles
- Satinder Kumar
- David Leiper

- Jason McCracken
- Philip Schellekens
- John Wright
- Raghu Prasad

## Selecties

### India
1. Bharat Chetri (gk)
2. William Xalxo
3. Kanwal Preet Singh
4. Sandeep Singh
5. Ignace Tirkey
6. Prabjoth Singh
7. Ravi Pal Singh
8. Gagan Ajit Singh
9. Adrian D'Souza (gk)

1. Rajpal Singh
2. Viren Rasquina
3. Veerasamy Raja
4. VS Vinaya
5. Avjun Halappa
6. Adam Sinclair
7. Harpal Singh
8. Vikaram Pillai
9. Tushar Khandekar

Bondscoach: Rajinder Singh Jr.

Manager: Harmik Singh

## Voorronde
| 10 december |       |          |  |
| Nederland   | 4 – 1 | Pakistan |  |
|             |       |          |  |

| 10 december |       |        |  |
| India       | 1 – 2 | Spanje |  |
|             |       |        |  |

| 10 december |       |           |  |
| Australië   | 4 – 1 | Duitsland |  |
|             |       |           |  |

| 11 december |       |           |  |
| Nederland   | 2 – 2 | Duitsland |  |
|             |       |           |  |

| 11 december |       |        |  |
| Australië   | 4 – 2 | Spanje |  |
|             |       |        |  |

| 11 december |       |          |  |
| India       | 3 – 2 | Pakistan |  |
|             |       |          |  |

| 13 december |       |        |  |
| Nederland   | 3 – 2 | Spanje |  |
|             |       |        |  |

| 13 december |       |           |  |
| India       | 1 – 4 | Australië |  |
|             |       |           |  |

| 13 december |       |          |  |
| Duitsland   | 4 – 4 | Pakistan |  |
|             |       |          |  |

| 14 december |       |           |  |
| Australië   | 3 – 2 | Nederland |  |
|             |       |           |  |

| 14 december |       |       |  |
| Duitsland   | 1 – 0 | India |  |
|             |       |       |  |

| 14 december |       |        |  |
| Pakistan    | 2 – 4 | Spanje |  |
|             |       |        |  |

| 16 december |       |       |  |
| Nederland   | 2 – 1 | India |  |
|             |       |       |  |

| 16 december |       |        |  |
| Duitsland   | 2 – 3 | Spanje |  |
|             |       |        |  |

| 16 december |       |          |  |
| Australië   | 3 – 3 | Pakistan |  |
|             |       |          |  |

## Eindstand voorronde
| № | Land      | WG | W | G | V | DV | DT | +/– | Punten |
| - | --------- | -- | - | - | - | -- | -- | --- | ------ |
| 1 | Australië | 5  | 4 | 1 | 0 | 18 | 9  | +9  | 13     |
| 2 | Nederland | 5  | 3 | 1 | 1 | 13 | 9  | +4  | 10     |
| 3 | Spanje    | 5  | 3 | 0 | 2 | 13 | 12 | +1  | 9      |
| 4 | Duitsland | 5  | 1 | 2 | 2 | 10 | 13 | –3  | 5      |
| 5 | India     | 5  | 1 | 0 | 4 | 6  | 11 | –5  | 3      |
| 6 | Pakistan  | 5  | 0 | 2 | 3 | 12 | 18 | –6  | 2      |

## Play-offs

### Om vijfde plaats
| 18 december |       |          |         |
| India       | 3 – 4 | Pakistan | Chennai |
|             |       |          | Chennai |

### Troostfinale
| 18 december |       |           |         |
| Spanje      | 5 – 2 | Duitsland | Chennai |
|             |       |           | Chennai |

### Finale
| 18 december |       |           |         |
| Australië   | 3 – 1 | Nederland | Chennai |
|             |       |           | Chennai |

## Eindstand
1. Australië
2. Nederland
3. Spanje
4. Duitsland
5. Pakistan
6. India

Mannen:
Lahore 1978 ·
Karachi 1980 ·
Karachi 1981 ·
Amstelveen 1982 ·
Karachi 1983 ·
Karachi 1984 ·
Perth 1985 ·
Karachi 1986 ·
Amstelveen 1987 ·
Lahore 1988 ·
Berlijn 1989 ·
Melbourne 1990 ·
Berlijn 1991 ·
Karachi 1992 ·
Kuala Lumpur 1993 ·
Lahore 1994 ·
Berlijn 1995 ·
Chennai 1996 ·
Adelaide 1997 ·
Lahore 1998 ·
Brisbane 1999 ·
Amstelveen 2000 ·
Rotterdam 2001 ·
Keulen 2002 ·
Amstelveen 2003 ·
Lahore 2004 ·
Chennai 2005 ·
Barcelona 2006 ·
Kuala Lumpur 2007 ·
Rotterdam 2008 ·
Melbourne 2009 ·
Mönchengladbach 2010 ·
Auckland 2011 ·
Melbourne 2012 ·
Bhubaneswar 2014 ·
Londen 2016 ·
Breda 2018
Vrouwen:
Amstelveen 1987 ·
Frankfurt 1989 ·
Berlijn 1991 ·
Amstelveen 1993 ·
Mar del Plata 1995 ·
Berlijn 1997 ·
Brisbane 1999 ·
Amstelveen 2000 ·
Amstelveen 2001 ·
Macau 2002 ·
Sydney 2003 ·
Rosario 2004 ·
Canberra 2005 ·
Amstelveen 2006 ·
Quilmes 2007 ·
Mönchengladbach 2008 ·
Melbourne 2009 ·
Nottingham 2010 ·
Amstelveen 2011 ·
Rosario 2012 ·
Mendoza 2014 ·
Londen 2016 ·
Changzhou 2018